# Summers Glacier
Summers Glacier är en glaciär i Antarktis. Den ligger i Östantarktis. Nya Zeeland gör anspråk på området. Summers Glacier ligger 1 033 meter över havet.
Terrängen runt Summers Glacier är kuperad åt nordväst, men åt sydost är den bergig. Trakten är obefolkad. Det finns inga samhällen i närheten.